# Carl Wahlbom

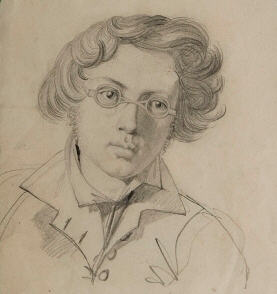
Carl Wahlbom, Selbstporträt um 1830

Johann Wilhelm Carl Wahlbom (* 1810 in Kalmar; † 1856 oder 1858 in London) war ein schwedischer Maler, Illustrator und Bildhauer.

## Leben
Wahlbom studierte nach dem Besuch der Kunstakademie in Stockholm ab 1838 in Paris und von 1843 bis 1848 in Rom. Er lehrte mehrere Jahre an der Kunstakademie in Stockholm. 1853 verließ er Schweden aus gesundheitlichen Gründen und zog wieder nach Rom, wo er bis 1856 blieb. Während eines Aufenthalts in einem Hotel in den Sabiner Bergen erlitt er einen Schlaganfall, der ihn lähmte. Er suchte Heilung in Rom, Lyon und London, wo er schließlich starb. Wahlbom wurde in Woking bestattet.

## Werke

Die Schlacht bei Lützen: Gustav Adolf stürzt von Streiff

Zu Wahlboms Werken gehören mehrere Selbstporträts, zahlreiche Gemälde mit Tier- und geschichtlichen Motiven sowie Aquarelle aus dem Alltagsleben aus seiner Zeit in Paris. Als Bildhauer schuf er z. B. einen Faun, der mit einem Kind spielt.
Im Auftrag eines englischen Verlegers sollte Wahlbom Illustrationen zu einem Buch über den schwedischen König Gustav Adolf anfertigen. Die Pläne zerschlugen sich aber aus finanziellen Gründen. Eines seiner bekanntesten Gemälde, das den Tod des Königs Gustav Adolf in der Schlacht bei Lützen zeigt, entstand 1855. Es hängt im Nationalmuseum in Stockholm. Ein weiteres Gemälde, das Gustav Adolf zeigt, hängt im königlichen Palast. Pläne, das Schlachtgemälde als Vorlage für eine Briefmarke zu verwenden, scheiterten daran, dass die schwedische Post keine Kriegsmotive auf ihren Marken duldet; das Gemälde wurde aber dennoch für Interessierte von Czesław Słania reproduziert.
Wahlbom illustrierte P. H. Lings Werk Asarne in den Jahren 1833 bis 1836. Von 1835 bis 1837 arbeitete er vor allem an lithographischen Darstellungen für das Museum for naturvetenskap, konst och historia von G. H. Mellin und N. H. Thomson.